# Echipa națională de fotbal a Afganistanului
Echipa națională de fotbal a Afganistanului (Persană: تیم ملی فوتبال افغانستان; Pashtu: دافغانستان ملی فوتبال تیم) reprezintă statul Afganistan în fotbalul internațional și este controlată de Federația Afgană de Fotbal. Cea mai bună performanță a fost clasarea pe locul al patrulea la Jocurile Asiatice din 1951. Între 1974 și 2003 nu a jucat nici un meci internațional.

## Calificări

### Campionatul Mondial
- 1930 până în 2002 - nu a participat
- 2006 până în 2010 - nu s-a calificat

### Jocurile Olimpice
A participat o singură dată la Jocurile Olimpice, ediția din 1948 în care a jucat un singur meci unde a flost înfrântă de reprezentativa Luxemburgului cu scorul de 6-0.

### Cupa Asiei AFC
| Cupa Asiei        | Cupa Asiei       | Cupa Asiei       | Cupa Asiei       | Cupa Asiei       | Cupa Asiei       | Cupa Asiei       | Cupa Asiei       |
| An                | Rundă            | M                | V                | E                | Î                | GP               | GÎ               |
| ----------------- | ---------------- | ---------------- | ---------------- | ---------------- | ---------------- | ---------------- | ---------------- |
| 1956 până în 1972 | nu a participat  | nu a participat  | nu a participat  | nu a participat  | nu a participat  | nu a participat  | nu a participat  |
| 1976 până în 1984 | nu s-a calificat | nu s-a calificat | nu s-a calificat | nu s-a calificat | nu s-a calificat | nu s-a calificat | nu s-a calificat |
| 1988 până în 2000 | nu a participat  | nu a participat  | nu a participat  | nu a participat  | nu a participat  | nu a participat  | nu a participat  |
| 2004              | nu s-a calificat | nu s-a calificat | nu s-a calificat | nu s-a calificat | nu s-a calificat | nu s-a calificat | nu s-a calificat |
| 2007              | nu a participat  | nu a participat  | nu a participat  | nu a participat  | nu a participat  | nu a participat  | nu a participat  |
| 2011              | nu s-a calificat | nu s-a calificat | nu s-a calificat | nu s-a calificat | nu s-a calificat | nu s-a calificat | nu s-a calificat |
| Total             |                  |                  |                  |                  |                  |                  |                  |

### Jocurile Asiei
| An                | Rundă           |
| ----------------- | --------------- |
| 1951              | Locul patru     |
| 1954              | Prima rundă     |
| 1958 până în 1998 | nu a participat |
| 2002              | Prima rundă     |
| 2006              | nu a participat |

- Începând cu calificările pentru Jocurile Asiei din 2002, în locul echipei principale a participat echipa de tineret.

### Cupa Federației Asiei de Sud
1. ↑   https://tolonews.com/sport-191285 Lipsește sau este vid: |title= (ajutor)